# Viudas (película de 2011)
Viudas es una película argentina del género de drama dirigida por Marcos Carnevale sobre su guion, escrito en colaboración con Bernarda Pagés que se estrenó el 18 de agosto de 2011 protagonizada por Valeria Bertuccelli, Graciela Borges, Rita Cortese y Martín Bossi. 
Destaca en la banda sonora Paisaje, de Franco Simone, en una versión de Vicentico, la Canción del Año para los Premios Carlos Gardel de 2012.

## Sinopsis
A Elena (Graciela Borges), una reconocida directora de documentales, le avisan que Augusto, un músico de su edad con quien se había casado feliz, aunque no tuvo hijos, fue internado de urgencia. Va con su amiga y asistente Esther (Rita Cortese) y encuentra a Adela (Valeria Bertuccelli), una joven de treinta años que trajo a Augusto porque es su amante. Su marido, al borde de morir, le pide que cuide de la joven. El duelo de Elena está atravesado por la furia y el dolor. A los pocos días, Adela la visita intenta un acercamiento que Elena rechaza. Desesperada, Adela intenta suicidarse y Elena, atada a su promesa, la lleva a vivir a su casa en donde convive con Justina (Martín Bossi), su empleada doméstica travesti. Allí se queda hasta recuperarse; la forzada convivencia de ambas en duelo mostrará la diferencia de sus personalidades y de su manera de vivir el duelo, que las enfrentará varias veces, hasta que al final, algo las reencuentra.

## Reparto
- Graciela Borges como Elena
- Valeria Bertuccelli como Adela
- Rita Cortese como Esther
- Martín Bossi como Justina